# Randi Brooks
Pour les articles homonymes, voir Brooks.
Ne pas confondre avec Randy Brooks, acteur américain.
 (juin 2016).
Si vous disposez d'ouvrages ou d'articles de référence ou si vous connaissez des sites web de qualité traitant du thème abordé ici, merci de compléter l'article en donnant les références utiles à sa vérifiabilité et en les liant à la section « Notes et références ».
Randi Brooks est une actrice américaine née le 8 novembre 1956 à New York.
De son vrai nom Pam Billings, elle a 3 enfants et a arrêté sa carrière d'actrice en 1989. Elle travaille désormais dans l'immobilier avec son mari Joseph Brazen.

## Filmographie
- 1981 : Looker : Fille en Bikini
- 1982 : Mork & Mindy (série télévisée) : Stan
- 1982 : Ralph Super-héros (série télévisée) : Beverly
- 1983 : Copper Mountain : Fille no 1
- 1983 : Wizards and Warriors (série télévisée) : Witch Bethel
- 1983 : Shérif, fais-moi peur (The Dukes of Hazzard) (série télévisée) : L.S. Pritchard (Saison 5, épisode 21 "La fin de Hazzard")
- 1983 : Le Retour des agents très spéciaux (The Return of the Man from U.N.C.L.E.: The Fifteen Years Later Affair) (TV) : Le mannequin
- 1983 : Si tu me tues, je te tue (Murder Me, Murder You) de Gary Nelson (TV) : Arla
- 1983 : L'Homme aux deux cerveaux (The Man with Two Brains) : Fran
- 1983 : Herndon de Garry Marshall : Hilary Swanson
- 1983 : Le Coup du siècle (Deal of the Century) de William Friedkin : Ms. Della Rosa
- 1983 : Simon et Simon (Simon & Simon) (série télévisée) : Hilda Carmichael
- 1984 : Le Juge et le Pilote (Hardcastle and McCormick) (série télévisée) : Trish
- 1984 : Riptide (série télévisée) : Heather Johnson
- 1984 : L'Homme au katana (The Master) (série télévisée) : Serena
- 1984 : The Rousters (série télévisée)
- 1984 : La Corde raide (Tightrope) : Jamie Cory
- 1984 : Hooker (T.J. Hooker) (série télévisée) : Jessica Drewry
- 1984 : L'Héritage fatal (The Cartier Affair) (TV) : Shirl
- 1984 : Madame est servie (Who's the Boss ?) (série télévisée) : Ginger
- 1984 : The Ratings Game (TV) : Teresa
- 1985 : Supercopter (Airwolf) (série télévisée) : Elena
- 1985 : A Bunny's Tale (TV) : Marybeth
- 1985 : K 2000 (Knight Rider) (série télévisée) : Tanya
- 1986 : Hamburger: The Motion Picture : Mrs. Vunk
- 1986 : TerrorVision : Cherry
- 1986 : The Last Precinct (TV) : Officier Mel Brubaker
- 1986 : The Last Precinct (série télévisée) : Officier Mel Brubaker
- 1986 : Mike Hammer (série télévisée) : Sheila
- 1986 : Dynastie 2 : Les Colby (The Colbys) (série télévisée) : Mme Mahoney
- 1987 : Outlaws (série télévisée)
- 1987 : Spies (série télévisée) : Dolores
- 1987 : CBS Summer Playhouse (série télévisée) : Beau
- 1987 : Arabesque (Murder, She Wrote) (série télévisée) : Lu Watters
- 1987 : Femmes d'affaires et dames de cœur (Designing Women) (série télévisée) : Jhana
- 1988 : Cop : Joanie Pratt
- 1988 : Magnum (Magnum, P.I.) (série télévisée) : Suzi Merrill
- 1988 : Favorite Son (en) (feuilleton TV)
- 1989 : Nick Mancuso, les dossiers secrets du FBI (Mancuso, FBI) (série télévisée) : Jean St. John